# Ліщинський Богдан Вікторович
Богда́н Ві́кторович Ліщи́нський (22 червня 1992, с. Мартинівка, Хмельницький район, Хмельницька область, Україна — 11 травня 2015, с. Водяне, Ясинуватський район, Донецька область, Україна) — лейтенант Збройних сил України, учасник війни на сході України (81-ша окрема аеромобільна бригада), позивний «Звєрь».

## З життєпису
Загинув у результаті кульового поранення в груди поблизу села Водяне (Ясинуватський район) під Донецьком.
Місце поховання: с. Мартинівка, Хмельницький район, Хмельницька область.

## Нагороди
Указом Президента України № 553/2015 від 22 вересня 2015 року «за мужність, самовідданість і високий професіоналізм, виявлені у захисті державного суверенітету та територіальної цілісності України, вірність військовій присязі» нагороджений орденом Богдана Хмельницького III ступеня (посмертно).